# Lionel Hollins
Lionel Eugene Hollins (ur. 19 października 1953 w Arkansas City) – amerykański koszykarz, występujący na pozycji rozgrywającego w latach 1975-1985, mistrz NBA, uczestnik NBA All-Star Game, zaliczany do składów najlepszych obrońców ligi, po zakończeniu kariery zawodniczej – trener koszykarski, komentator i sprawozdawca sportowy.
W lipcu 2014 został trenerem Brooklyn Nets. 10 stycznia 2016 został zwolniony z tego stanowiska. Nets pod wodzą Hollinsa wygrali 48 ze 119 meczów sezonu regularnego i awansowali do play-offów w sezonie 2014/15.
3 lipca 2022 został asystentem trenera Houston Rockets.

## Osiągnięcia

### Zawodnicze
NCAA
- Uczestnik turnieju Elite 8 NCAA (1975)
- Mistrz sezonu regularnego konferencji Western Athletic (1975)

NBA
- Mistrz NBA (1977)[4]
- Wicemistrz NBA (1982)[4]
- Uczestnik meczu gwiazd NBA (1978)[5]
- Zaliczony do[6]:
  - I składu:
    - defensywnego NBA (1978)[7]
    - debiutantów NBA (1976)[8]

  - II składu defensywnego NBA (1979)[7]
- Klub Portland Trail Blazers zastrzegł należący do niego w numer 14[9]

### Trenerskie
- Mistrzostwo NBA (2020 jako asystent trenera)
- Wicemistrz NBA jako asystent trenera (1993)[4]